# Braunsia excelsa
Braunsia excelsa är en stekelart som beskrevs av Charles Thomas Brues 1924. Braunsia excelsa ingår i släktet Braunsia och familjen bracksteklar. Inga underarter finns listade.